# Güímar
Güímar je jednou z 31 obcí na španělském ostrově Tenerife. Nachází se v centrální části ostrova, sousedí s municipalitami Fasnia, La Orotava a Arafo. Její rozloha je 102,93 km², v roce 2019 měla obec 20 190 obyvatel. Je součástí comarcy Valle de Güímar. Na území obce se nacházejí pyramidy v Güímaru.